# Яковчук Василь Лукашевич
Яковчук Василь Лукашевич (7 жовтня 1935, село Велика Цвіля Ємільчинського району Житомирської області) — артист розмовного жанру. «Заслужений артист УРСР» (1989).

## Життєпис
Василь Яковчук народився в селянській хліборобській сім'ї. З дитинства мріяв стати артистом, слухаючи вірші Т. Шевченка, С. Руданського, Л. Українки, які часто читала вечорами мати після роботи. Співала вона малому і чарівних народних пісень.
Навчався у Великоцвілянській школі, служив у армії, працював на Житомирському механічному заводі. У 1958 році поступив в Житомирське музичне училище, після закінчення якого у 1962 році працював лектором-музикознавцем, артистом розмовного жанру ансамблю пісні і танцю «Льонок» Житомирської обласної філармонії. Багато корисного дала митцеві дворічна студія художнього читання в Москві, яку закінчив у 1970 році.
З 1971 року — артист розмовного жанру Тернопільської обласної філармонії. Створені десятки сольних концертних програм. Особливі за своєю творчою палітрою — це композиція за поезією Степана Будного та композиція, присвячена 175-й річниці від дня народження Т. Шевченка «І буде син, і буде мати, і будуть люди на землі…».
У творчому доробку поруч з серйозним репертуаром звучить завжди веселе сатиричне слово, яке викликає посмішку та добрий настрій у людей.
Дружина — Яковчук Надія Полікарпівна.

## Нагороди
- почесне звання «Заслужений артист УРСР»,
- лауреат премії імені Степана Будного (1976),
- грамоти Міністерства культури України, Тернопільського облвиконкому,
- знак «Відмінник культурного шефства над селом».